# Prilly
Prilly er en by i det vestlige Schweiz med 12.399(2018) indbyggere. Byen ligger i Kanton Vaud som en satellitby til Lausanne.
1. 1 2  www.pxweb.bfs.admin.ch, hentet 2. juni 2020 (fra Wikidata).